# 堀北真希
堀北真希（日语：／ Horikita Maki */?，1988年10月6日—）是日本前女演員，本名山本麻里奈（日语：／ Yamamoto Marina），東京都清瀨市出身，前所屬經紀公司為Sweet Power。在2005年電視劇《電車男》中嶄露頭角，並因演出青春劇《野猪大改造》、《花樣少年少女》而人氣急升。
丈夫是男演員山本耕史。2017年3月1日，宣布將重心放在家庭而退出演藝圈。

## 經歷
2002年，堀北就讀初中二年級時，在社團活動回家路上被星探發掘，但因當時不懂對方在說什麼而拒絕了。一個月後，現所屬的SWEET POWER社長親自到家裡來遊說，堀北才決定加入演藝圈。翌年，於電影《拯救宇宙》（COSMIC RESCUE）的試演中合格，此作品為其初次亮相；同年，首次主演電視劇《手机刑警钱形舞》（ケータイ刑事-錢形舞）。
2004年，初次主演電影《涉谷怪谈2》。
2005年，參演連續劇《野豬大改造》，並以此劇造成話題。同年，擔任第84屆全國高等學校足球選手權大會的應援代言人。
2006年，以電影《永遠的三丁目的夕陽》等片的表現獲得該年度Elandor奬新人奬，並獲得第29回日本電影金像獎新演員獎、第43屆金箭獎最佳新人獎。同年4月，再度與山下智久共演《詐欺獵人》。6月，與同事務所的黑木美沙共演電影《鬼來電Final》，飾演主角松田明日香，亦於此年首次主演無線台的地上波連續劇《鐵板少女小茜!!》。
2007年7月，主演富士電視台火9連續劇《花樣少年少女》，飾演主角芦屋瑞稀，挑戰女扮男裝，並憑著該劇獲得第54回日劇學院賞最佳女主角獎。
2008年，參演大河劇《篤姬》中演出德川家茂之妻、皇女和宮，並主演富士電視台月九劇《愛無罪》，飾演秋山佳音，此為富士電視台月九史上第二年輕的女主演。
2009年4月，主演富士電視台火九劇《家有六子》，飾演主角峯田千里。
2010年1月，於TBS電視台日曜劇場《代書萬萬歲!!》 飾演主角住吉美壽壽。
2011年，主演電影《白夜行》，與高良健吾合作。
2012年，主演NHK晨間劇《小梅醫生》，並獲得第74回日劇學院賞最佳女主角。
2013年，主演《Miss Pilot》，飾演主角手塚晴。

### 引退
2017年2月28日在經紀合約到期日宣布引退。專注家庭。

## 人物

### 家庭婚姻
- 父親，母親，妹妹2人（其中原奈奈美，現為模特兒NANAMI）的5人家族。喜歡與家人一起，非常重視家庭。不喜歡外出。
- 2015年8月，和演員山本耕史公布已於8月上旬結婚之消息。當事人表示兩人於六年前共演日劇《家有六子》相識，其後於2015年5月共演舞台劇《呼嘯山莊》時交往，2015年8月兩人開始展開同居生活，並於同月22日結婚[7][8][9]。
- 2016年6月21日，透過經紀公司宣布懷孕消息，也因此暫停一切演藝活動。[10]

### 特徵
- Horikita Maki（堀北真希）是藝名，是由Sweet Power的社長冈田直弓親自取的。本名是Hara Marina（原麻里奈），比起本名，家人更常以暱稱稱呼她。影迷昵称「まきまき（makimaki）」，媒體多以「ホマキ（homaki）」稱之，另有「Horikitty」，由Horikitty（由堀北的日文發音Horikita演变而来）。做電台節目《Girls Talk》時期社長取「pori-chan」。
- 初中時，曾擔任學生會副會長和籃球部的副隊長。學生時代連藝人名字都不認識，對於做女演員完全沒興趣。
- 不善於在綜藝性節目中講話，有時會在回答中突然手足無措，現在這個情況已經有所好轉。
- 視力不好，使用隱形眼鏡，所以拍攝時眼睛經常感到很乾。
- 對於運動和健康非常熱衷，每天都會做晨操和喝青汁，如果壓力過大，會選擇慢跑和切菜舒压。十分喜歡料理，有14年的料理經驗，4歲時已經有自己的菜刀，拿手的料理是馬鈴薯燉肉。
- 喜愛閱讀，愛讀江國香織和恩田陸的書籍。
- 擅長的科目是歷史，考過99分。可是本人說能考到100分更好。不擅長的科目是數學。
- 全部的和式東西都喜歡，喜歡穿浴衣和和服，拍攝時能夠穿到就會特別開心。
- 喜歡的歌手是EXILE、SPEED、One Direction。
- 口頭禪是總喜歡在說每一句話前加「怎麽說呢」。
- 沒有Twitter、Facebook等，不使用網絡。同時也直言自己不會在手機裡輸入繪文字。
- 圈內沒有什麼朋友。
- 休息日喜歡閒逛書店、雜貨店、CD店。

## 演出作品

### 常規電視劇
- 《手机刑警 钱形舞》（ケータイ刑事 銭形舞，2003年10月5日 - 2003年12月28日、BS-i） - 主演・錢形 舞
- 《人間的證明》(人間の証明，2004年7月8日 - 2004年9月9日、富士木22） - 郡 紗耶香
- 《放課後》（ディビジョン1 ステージ8『放課後。』，2004年11月24日 - 2004年12月22日、富士） - 主演・道田 真由子
- 《電車男》（2005年7月7日 - 2005年9月22日、富士木22） - 山田 葵
- 《野豬大改造》（野ブタ。をプロデュース，2005年10月15日 - 2005年12月17日、NTV土21） - 小谷 信子（野豬）
- 《詐欺獵人》（クロサギ，2006年4月14日 - 2006年6月23日、TBS金22） - 吉川 冰柱
- 《鐵板少女小茜!!》（鉄板少女アカネ!!，2006年10月15日 - 2006年12月10日、TBS日21） - 主演・神樂 茜
- 《生徒諸君!》（2007年4月20日 - 2007年6月22日、朝日金21） - 樹村 珠里亞
- 《花樣少年少女》（2007年7月3日 - 2007年9月18日、富士火21）- 主演・蘆屋 瑞稀
- 《篤姬》(2008年1月6日 - 2008年12月14日、NHK大河劇) - 和宮親子內親王
- 《Innocent Love》（2008年10月20日 - 2008年12月22日、富士月21）- 主演・秋山 佳音
- 《家有六子》（アタシんちの男子，2009年4月14日 - 2009年6月23日、富士火21）- 主演・峯田 千里
- 《代書萬萬歲！》（特上カバチ!!，2010年1月17日 - 2010年3月21日、TBS日21） - 住吉 美壽壽
- 《出生》(生まれる。，2011年4月22日 - 2011年6月24日、TBS金22) - 主演・林田 愛美
- 《小梅醫生》（平成24年度上半年的晨間小說連續劇，2012年4月2日 - 2012年9月29日、NHK） - 主演・下村 梅子
- 《Miss Pilot》（ミス・パイロット，2013年10月15日 - 2013年12月24日、富士火21） - 主演・手塚 晴
- 《父親的背影》（おやじの背中，2014年8月10日、TBS） - 丸井三冬
- 《純白》（まっしろ，2015年1月13日、TBS）- 主演・有村 朱里
- 《彼岸花～警視廳搜查七課～》(2016年1月13日 - 2016年3月16日、NTV) - 主演・來宮渚

### 短篇電視劇‧客串演出
- 《愛相隨》最終回演出(03/3/17)
- 周五Entertainment《買物代行人 桃子的冒險》（2003年4月4日、富士） - 濱野 志穗
- 《迷糊動物醫生》 第四話（動物のお医者さん，2003年5月8日、朝日）- 安西 珠子
- 戀愛星期天（First series）《電車》（2003年7月20日、BS-i） - 主演・千佳子（短篇sp初主演）
- 68FILMS《原野》（2004年2月21日、BS-i・BSフジ） - 主演・晶
- 怪談新耳袋（第3系列）《幽靈屋敷と呼ばれる家》（2004年6月14日、BS-i） - 主演・稻嶺 美鈴
- 周六劇場《明智小五郎VS金田一耕助》（2005年2月26日、朝日） - 三枝 真理奈
- 《折翼天使I》 第二夜「LIVE CHAT」（翼の折れた天使たち，2006年2月28日、富士） - 主演・優奈
- 《EL POPO Town》 第二季（2006年9月2日、NHK） - 謎之少女
- 《毛骨悚然撞鬼經驗》 2006夏日特別篇「6號房間」（2006年8月22日、富士） - 主演・久保 有紗
- 《電車男DELUXE 最後的聖戰》（2006年9月23日、富士） - 山田 葵
- 《法律最前線》SP（出るトコ出ましょ!，2007年9月22日、富士） - 主演・龜井 靜
- 《神探伽利略》第六集（2007年11月19日、富士）- 客串・森崎 禮美
- 《為愛痴狂 Love StoriesIV》 第一話「厚臉皮的女人」（恋のから騒ぎドラマスペシャル，2007年11月30日、NTV） - 主演・磐井 郁美
- 《東京大空襲》（2008年3月17日 - 18日、NTV） - 主演・櫻木 晴子
- 《花樣少年少女特別篇》（2008年10月12日、富士） -主演・蘆屋 瑞稀
- 《男裝麗人・川島芳子的生涯》（2008年12月6日、朝日） - 李 香蘭
- 《Chance！～她成功的理由～》（2009年3月7日 - 14日、富士） - 主演・河村 珠希
- 《我家的歷史》(富士電視台五十周年台慶特備劇)（2010年4月9日，10日，11日、富士） - 八女 波子
- 《歸國》（2010年8月14日、TBS） - 河西 洋子
- 《奇幻世紀》20周年SP・秋～人気作家競演編 第５話「書籤之戀」（2010年10月4日、富士） - 主演・加川邦子
- 《故鄉 ～女兒的旅程～》（2011年7月5日、富士） - 主演・佐伯ちづる
- 《幸福的黃手絹》(2011年10月10日、NTV） - 小川朱美
- 《小梅醫生～不能結婚的男女SP 前・後編》（2012/10/13、20、NHK） - 主演・・下村 梅子
- 《彼岸花 女人們的犯罪檔案》(2014/10/24、NTV) - 主演・來宮渚
- 《雾之旗》（2014年12月7日、朝日）- 主演・・柳田桐子
- 《與妻共飛的特攻兵》（2015年8月、朝日）- 主演・山內房子
- 《怪盜偵探山貓》（2016年2月20日、日本テレビ） - 來宮渚）- 第六集-客串

### 電影
- 《COSMIC RESCUE》（2003年7月、佐藤信介監督） - 望月 綾
- 《Seventh Anniversary》（2003年11月、行定勲監督） - 夏生
- 《檻》Manner Movie 手機臨死劇場（2004年1月、手機電影） - 主演
- 《Winning Pass》（2004年1月、中田新一監督） - 小林 舞
- 《涉谷怪談》（2004年2月、堀江慶監督） - 久保 綾乃
- 《涉谷怪談2》（2004年2月、堀江慶監督） - 主演・久保 綾乃
- 《在世界中心呼喚愛》（2004年5月、行定勲監督） - 相片演出
- 《母親的居住場所 ～台風一過～》（2004年5月、秋原正俊監督） - さゆり
- 《HIRAKATA》（2004年5月、杉山嘉一監督） - 朝川 ユイ
- 《怪談新耳袋劇場版》「視線」（2004年8月、豊島圭介監督） - 主演・瀧澤 由加里
- 《預言》（2004年10月、鶴田法男監督） - 若窪 沙百合
- 《學校的階梯～秋 文化祭篇～》（2005年7月） - 主演・加子
- 《功夫棒球》（2005年7月、羽住英一郎監督） - 月田 明子
- 《HINOKIO》（2005年7月、秋山貴彦監督） - 昭島 江里子
- 《深紅》（2005年9月、月野木隆監督） - 秋葉 奏子(少女時代)
- 《永遠的三丁目的夕陽》2005年11月、山崎貴監督） - 星野 六子
- 《手機刑事 THE MOVIE 巴貝爾塔的秘密～致錢形姊妹的挑戰書》（2006年2月、佐佐木浩久監督） - 主演・錢形 舞（友情演出）
- 《春天居場所》（2006年2月、秋原正俊監督） - 主演・柏尾 芽衣子(高中時期)
- 《TRICK劇場版2》（2006年6月、堤幸彦監督） - 西田 美沙子
- 《鬼來電Final》（2006年6月、麻生學監督） - 主演・松田 明日香
- 《阿根廷老婆婆》(アルゼンチンババア，2007年3月） - 主演・涌井 美津子（與役所廣司、鈴木京香共同主演）
- 《戀愛星期天～我戀愛了》（2007年6月、廣木隆一監督） - 主演・二之宮 真木紗
- 《永遠的三丁目的夕陽2》 （2007年11月、山崎貴監督） - 星野 六子
- 《东京少年》（2008年2月、平野俊一監督） - 主演・藤木美奈斗／朝倉夜（一人分飾雙重人格）
- 《欺诈猎人》電影版 （2008年3月） - 吉川 冰柱
- 《是誰吻了我》（2010年3月） - 主演・直美
- 《大奥》（2010年10月） - 阿信
- 《白夜行》（2011年1月、～第61回柏林国際映画祭出品作品～） - 主演・唐澤 雪穂
- 《怪咖的異想世界》（2011年4月） - 主演・武田初美
- 《永遠的三丁目的夕陽 64年》(2012年、3D立體電影） - 星野 六子
- 《來觀光吧！縣廳款待課》（2013年5月） - 主演・明神多紀
- 《ATARU THE FIRST LOVE & THE LAST KILL》(2013年9月) - Alessandro Karolina Madoka
- 《麥子小姐》(2013年12月) - 主演・小岩麦子
- 《蜩之記》(2014年10月) - 戸田薫

### 舞台劇
- 聖女貞德（2010年、白井晃監督、東京赤坂ACT Theatre）- 主演・貞德
- 二都物語（2013年4月3日 - 30日、土田英生脚本、板垣恭一演出、東京東急Theater Orb） - 咲/美美
- 9 days Queen ～九日间的女王～(2014年公開預定、白井晃監督、東京赤坂ACT Theatre）-主演・珍·葛雷（Lady Jane Grey）
- 咆哮山莊（2015年5月、G2脚本・演出、日生劇場） 主演凱薩琳·恩肖（Catherine Earnshaw）

### 電台
- SCHOOL OF LOCK! ～GIRLS LOCKS!～（2005年10月17日～2008年3月、毎月第3週星期一至四22:15～22:28、TOKYO-FM）
- SCHOOL OF LOCK! ～GIRLS LOCKS!～（2008年4月～2009年5月14日、毎月第2週星期一至四22:15～22:28、TOKYO-FM）

### 廣告

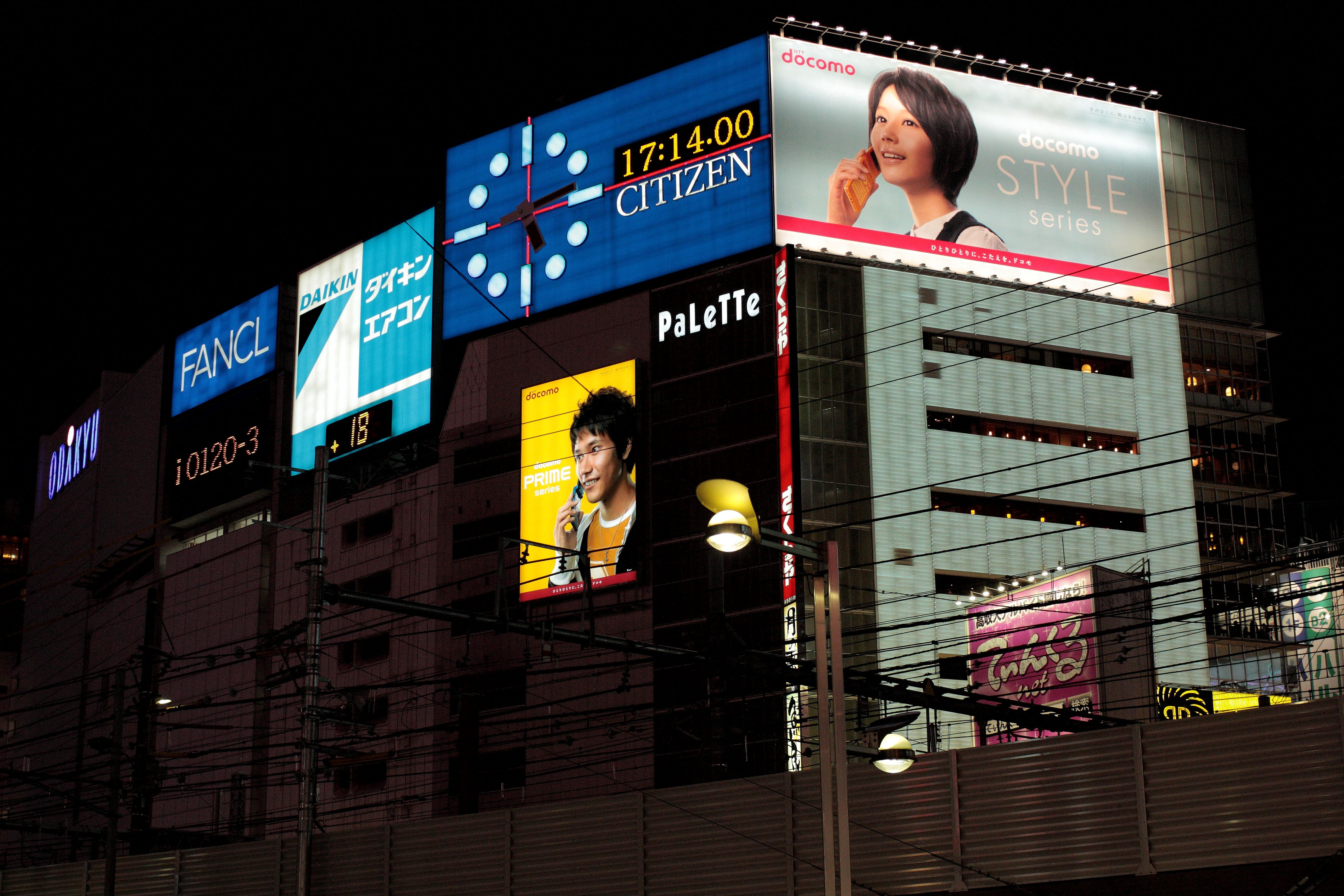
2008年新宿，有堀北真希的廣告

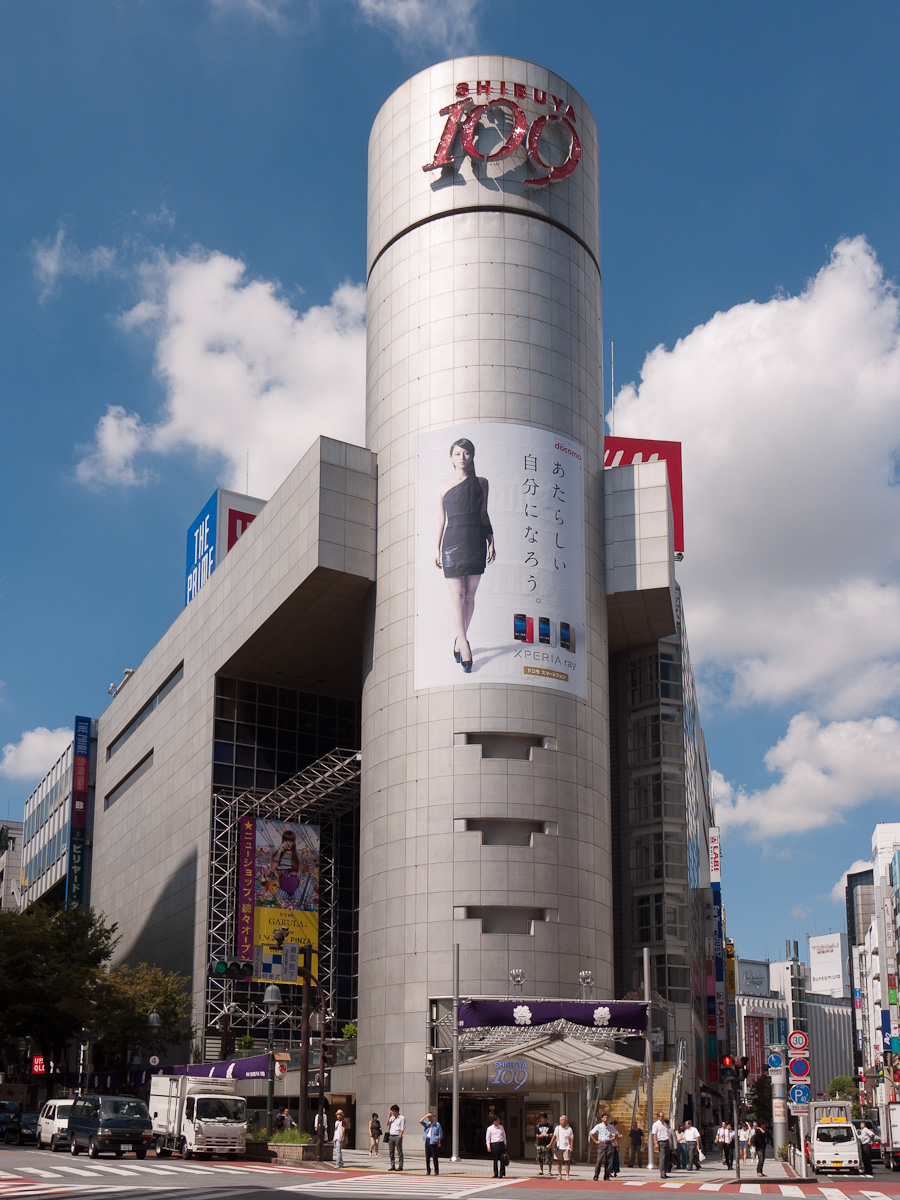
2011年，位於東京澁谷的109百貨，有堀北真希的廣告

- NTT DoCoMo四國（2003年1月～4月)
- 任天堂 GBA遊戲「火炎之紋章～烈火之劍～」（2003年4月～10月）
- FD資生堂（2003年6月～）
- 富士軟片 「FUJICOLORー形象代言人」「FUJICOLORー數位彩色沖印」（2004年3月27日～）
- 全国防犯協会連合会薬物乱用防止キャンペーン・海報（2004年5月～）
- 日清紡 「COTTON FEEL」面紙（2004年8月～）
- 樂天 「airs」巧克力（2005年2月～）
- 家庭教師のトライ 「トライ@HOME」（2005年3月～）
- 樂天 「Ghana牛奶巧克力」（2006年5月～、2007年4月23日～）
- 三得利 「なっちゃん」Sukkri Orange（2006年6月～）
- 樂天 「アイスdeヨーグルト」（北海道・中部・近畿地区限定、2006年6月～）
- 三得利「なっちゃん」ソーダ（2006年8月～）
- 国土交通省自賠責保険ポスター（2006年9月）
- 中央労働災害防止協会全国労働衛生週間 宣傳海報 （2006年10月～）
- FD資生堂 「SEA BREEZE」(2007年4月～)
- House食品 「冷しゃぶドレッシング 」涼拌、冷涮料理調味醬（2007年5月～）
- 三井住友海上集團　CM出演(2007年10月2日〜O.A)
- 樂天「紗々」(2007年9月11日〜O.A.)
- 「紳士服のコナカ・紳士服のフタタ」CM出演（2007年11月〜)
- 三得利「白いなっちゃん」（2008年1月29日〜）
- Honda「ステップワゴン」CM出演（2008年8月22日〜）
- NTT docomo「docomo STYLE series」 CM出演（2008年11月14日〜)
- フジカラーの年賀状「フジカラーポストカード」（2008年冬）
- 三得利「ほろよい」CM出演(2009年3月17日~)
- 資生堂「TSUBAKI」CM出演（2009年4月〜）
- 富士フイルム「メタバリアＮＥＯ」CM出演(2010/9/11～）
- 富士フイルム「グルコサミン＆コラーゲン」CM出演（10/11/27～）
- 森永蘆薈酸奶 CM出演（12/10/1～）
- 東京地下鐵「Color your days」CM出演（13/4/2～)
- NORITZ燃氣熱水器 CM出演（14/2/1～）

### PV
- 2004年3月《3月9日》（Remioromen的單曲『3月9日』）
- 2006年2月《驀然回首》（Janne Da Arc的單曲『振り向けば…』）
- 2006年11月《眼淚的故鄉》（BUMP OF CHICKEN的單曲『涙のふるさと』）
- 2008年3月《初戀》（GOING UNDER GROUND的單曲『初恋』）

### 紀錄片
- NONFIX #425 その先の日本を見に。 ～少女と鉄道･一筆書きの夏～（2004年7月9日、富士電視台）
- NONFIX #464 その先の私を見に。 ～少女と鉄道･2005春～（2005年5月18日、富士電視台）
- 堀北真希10代最後の大冒険! ヨーロッパ3カ国 自転車200キロの旅（2007年12月18日、富士電視台）
- 堀北真希先生と南海ひょうたん島10人の子供たち～ここは僕らのイケてるパラダイ（2008年10月10日、富士電視台）

### 配音
- 《雷頓教授與不可思議城鎮》（レイトン教授と不思議な町，2007年2月15日於日本上市）- 路克少年（ルーク少年）
- 《雷頓教授與惡魔之箱》（レイトン教授と惡魔の箱，預定2007年11月29日於日本上市）- 路克少年（ルーク少年）
- 《大雄與綠之巨人傳》（のび太と緑の巨人伝，於2008年3月上映的哆啦A夢電影作品第28部作品（新系列第3作））
- 《雷頓教授與最後的時間旅行》（レイトン教授と最后の时间旅行，2008年11月於日本上市）- 路克少年（ルーク少年）
- 《帶我去月球》（FLY ME TO THE MOON，2009年3月28日上映）
- 《雷顿教授与魔神之笛》 - 路克少年（ルーク少年）
- 《雷頓教授與永遠的歌姬》（レイトン教授と永遠の歌姫，2009年12月19日於日本上映）- 路克少年（ルーク少年）
- 《雷顿教授与奇迹假面》 - 路克少年（ルーク少年）
- 《雷頓教授與超文明A的遺產》 - 路克少年（ルーク少年）

### 雜誌連載
- CM NOW 「Piece of Maki」（2004年7・8月号 - 、玄光社）

### 其他
- 「第84屆全國高中足球冠軍大會」應援代言人。

## 出版刊物

### 寫真集
- ほりきた進化論（2004年4月9日發售、アスコム、ISBN 4-7762-0135-6）
- 堀北真希スクールカレンダーブック2005.4→2006.3（2005年3月15日發售、角川書店、ISBN 4048944606）
- ひこうきぐも（2005年7月20日發售、小学館、ISBN 4-09-101222-1）
- Castella～カステラ（2006年3月27日發售、ワニブックス、ISBN 4-8470-2928-3）
- 堀北真希 & 黒木メイサ写真集 missmatch（2006年6月15日發售、小学館、ISBN 4-09-363705-9）
- 堀北真希 フォトエッセイ「コトノハ、きらり。」（2006年10月6日發售、玄光社、ISBN 978-4768302354）
- 「Cinematic」堀北真希 〈2007年3月7日發售、ぴあ、ISBN 4-8356-1661-8〉
- 堀北真希ｉｎ恋する日曜日　私。恋した Bomb Perfect Visual Book（2007年5月發售、学研プラス 、ISBN 978-4-05-403359-7）
- S(2008年10月11日發售日雅、 YAHOO JAPAN ISBN 4-8356-1661-8)
- Dramatic（2013年9月26日發售、 マガジンハウス、ISBN 978-4838726042）

### 散文寫真
- 堀北真希 コトノハ、きらり。（2006年10月6日發售、玄光社、ISBN 4-7683-0235-1）

### DVD
- メイキング オブ COSMIC RESCUE（2003年、ジェネオンエンタテインメント）
- NONFIX その先の日本を見に。 ～少女と鉄道～（2004年11月17日發售、ポニーキャニオン）
- 堀北真希 BIG COMIC SPIRITS SPECIAL EDITION MAKI HORIKITA -ひこうきぐも-（2005年7月25日發售、小学館）
- NONFIX その先の私を見に。 ～少女と鉄道 九州篇～（2005年12月14日發售、ポニーキャニオン）
- 堀北真希 カステラ DVD（2006年5月1日發售、ワニブックス）
- 堀北真希×黒木メイサshort film「きみのゆびさき」 （06年7月26日發售）
- アルゼンチンババア～みつこの夏～（2007年3月16日發售）
- 映画「アルゼンチンババア」ビジュアルBOOK「cinematic」（2007年3月7日發售）
- 恋する日曜日　私。恋した」パーフェクトシネマビジュアルブック(2007年5月)
- 堀北真希と南海ひょうたん島10人の子供たち（2008年12月17日發售）

### 日曆
- 堀北真希2004年度カレンダー（2003年11月30日發售、TRY-X（ハゴロモ）、ISBN 4-7774-0085-9）
- 堀北真希2005年度カレンダー（2004年11月30日發售、TRY-X（ハゴロモ）、ISBN 4-7774-1054-4）
- 堀北真希スクールカレンダーBOOK 2005.4 - 2006.3（2005年3月發售、角川書店、ISBN 4-04-894460-6）
- 堀北真希2006年度カレンダー（2005年10月3日發售、TRY-X（ハゴロモ）、ISBN 4-7774-2044-2）
- 堀北真希2007年度 カレンダー (2006年10月7日發售、TRY-X（ハゴロモ）、ISBN 4-7774-3006-5）
- 堀北真希2008年度 カレンダー (2007年10月1日發售、TRY-X（ハゴロモ）、ASIN B000VRWNNO）
- 堀北真希2009年度 カレンダー (2008年10月4日發售、TRY-X（ハゴロモ））
- 堀北真希2010年度 カレンダー (2009年10月1日發售、TRY-X（ハゴロモ））

## 獎項及榮譽
電影
- 第27回横濱電影節 最優秀新人 (ALWAYS 三丁目の夕日)
- 2006年度 Elandor新人獎 (ALWAYS 三丁目の夕日)
- 第29回日本電影金像獎　新人俳優賞 (ALWAYS 三丁目の夕日)
- 第43回 金箭獎 新人獎 (ALWAYS 三丁目の夕日)
- 第31回日本電影金像獎 優秀助演女優賞 (ALWAYS 続・三丁目の夕日)

電視劇
- 第47回日劇學院賞 助演女優賞（野豬大改造）
- 第15回TV LIFE年度日劇大賞 助演女優賞（野豬大改造）
- 第2回TVnavi日劇年度大賞 新進女演員獎（野豬大改造）
- 第49回日劇學院賞 助演女優賞（詐欺獵人）
- 第54回日劇學院賞 主演女優賞（花樣少年少女）
- 第17回TV LIFE年度日劇大賞 主演女優賞（花樣少年少女）
- 第11回日刊體育日劇大賞 主演女優賞（花樣少年少女）
- 第74回日劇學院賞 主演女優賞（小梅醫生）
- 第22回TV LIFE年度日劇大賞 主演女優賞（小梅醫生）
- 第16回日刊體育日劇大賞 主演女優賞（小梅醫生）
- 第9回TVnavi日劇年度大賞 主演女優賞（小梅醫生）

其他
- VOGUE NIPPON Women of the Year 2007
- 第9回 Ms.Lily 2010

## 外部連結
- 堀北真希的X（前Twitter） （最終更新2016年4月13日）